# 浜本隆之
浜本 隆之（はまもと たかゆき）は、日本の研究者。学校法人東京理科大学第9代理事長、東京理科大学工学部電気工学科教授。博士（工学）

## 略歴
- 1992年3月 - 東京理科大学工学部第一部電気工学科 卒業
- 1997年3月 - 東京大学大学院工学系研究科電気工学専攻 博士課程修了
- 1997年4月 - 東京理科大学工学部電気工学科 嘱託助手
- 2000年4月 - 東京理科大学工学部電気工学科 専任講師
- 2003年4月 - 東京理科大学工学部電気工学科 助教授
- 2008年4月 - 東京理科大学工学部電気工学科 准教授
- 2011年4月 - 東京理科大学工学部電気工学科 教授（現任）
- 2014年10月 - 東京理科大学大学院工学研究科長（〜2018年9月）
- 2016年10月 - 東京理科大学工学部長（〜2018年9月）
- 2018年4月 - 学校法人東京理科大学 理事
- 2021年4月 - 学校法人東京理科大学 理事長

## 学会活動
- IEEE 会員
- 電子情報通信学会 会員
  - 画像工学研究専門委員会 顧問（前委員長）
- 映像情報メディア学会 会員
  - 情報センシング研究委員会　前委員長
- 画像符号化シンポジウム・映像メディア処理シンポジウム運営委員会 委員